# Октобар
Октобар је десети месец у години и има 31 дан.
Почетак месеца по јулијанском календару почиње 14-тог дана грегоријанског календара.
По Црквеном рачунању циклуса времена је други месец.

## Порекло речи или Етимологија
Октобар је добио име од латинског (October). Месец је назван по „окто“ (осми месец) Римског календара.
Октобар се код Срба, као и код неких словенских народа назива још и Митровдански месец, Листопад, и Шумопад као и у старосрпском.
Преко цркве су у српски народ ушли латински називи за месеце, а њихови гласовни ликови показују да су прошли кроз грчко посредство.
Код Хрвата и Срба се назива Листопад, слично старословенском Листопад.
На староруском ГРЈАЗНИК, белоруском КАСТРЫЧНІК, украјинском ЖОВТЕН, пољском ПАЖЏИЕРНИК, код Чеха РИЈЕН, а код Словенаца и ВИНОТОК.

## Верски календари

### Хришћански празници
- Велики празници или црвено слово
- Преподобна мати Параскева - Света Петка
- Свети Петар Цетињски
- Србљак
- Житије Светих за октобар
- Свети Лука Јеванђелист

### Јеврејски празници
- Цом Гедаља, пост, 2. октобар 2011

## Историјски догађаји
- 1608. године холандски оптичар Ханс Липерсхеј приказао у Хагу први телескоп.
- 1926. године у Београду отворена пијаца на Зеленом венцу.
- 2000. године у Србији оборен режим Слободана Милошевића.
- 2008. године велика економска криза погодила свет.